# Lycoris radiata
Tỏi trời tỏa hoặc bỉ ngạn, thạch toán (danh pháp khoa học: Lycoris radiata) là một loài thực vật có hoa trong họ Amaryllidaceae.

## Danh xưng
- Tiếng Trung: 石蒜 (thạch toán), 紅花石蒜 (hồng hoa thạch toán), 龍爪花 (long trảo hoa), 山烏毒 (sơn ô độc), 老鴉蒜 (lão nha toán), 彼岸花 (bỉ ngạn hoa), 莉可莉絲 (lị khả lị ti), 曼珠沙華 (mạn châu sa hoa, tiếng Phạn: Mañjusaka), vô nghĩa thảo, u linh hoa, hoa địa ngục, tử nhân hoa, vong xuyên hoa.
- Tiếng Nhật: Higanbana (彼岸花), Shibito Hana (死人 花), Yuurei Hana (幽霊 花), Manjushage (マンジュシャゲ), Sutego Hana (捨て子 花), Amisori Hana (編み剃り 花), Tengai Hana (天蓋 花), Jigoku Hana (地獄 花)...
- Tiếng Anh: Red spider lily, Cluster Amaryllis, Shorttube Lycoris.

## Ý nghĩa
- Nhật Bản: Hồi ức đau thương.
- Triều Tiên: Nhớ về nhau.
- Trung Quốc: Ưu mỹ thuần khiết.

Còn có ý nghĩa là "phân ly, đau khổ, không may mắn, vẻ đẹp của cái chết", nhưng nhiều người hiểu ý nghĩa hoa là "hồi ức đau thương".
Bỉ Ngạn là loài hoa không thanh khiết như sen trắng, cũng không cao quý ngưỡng trời như vạn hoa chi vương Mẫu Đơn.
Theo truyền thuyết và các tiểu thuyết ngôn tình, ứng với hoa Mạn Đà La miền Cực Lạc và hoa Mạn Châu Sa bên bờ sông Vong Xuyên là hai thứ hoa Bỉ Ngạn (đỏ và trắng) sinh trưởng ở cõi thế gian. Hoa giống như lời nhắc nhở với thế nhân.
Người ta nói nhiều về ý nghĩa của hoa Bỉ Ngạn, ở Nhật Bản là ‘hoa hồi ức đau thương’, ở Triều Tiên là ‘hoa nhung nhớ’, ở Trung Quốc là ‘hoa ưu mỹ thuần khiết'.

## Xuất xứ
Hoa bỉ ngạn ban đầu được tìm thấy ở Trung Quốc. Nó cũng được tìm thấy ở Nhật Bản. Ở Hoa Kỳ bỉ ngạn phát triển ở Bắc Carolina, Texas, và nhiều tiểu bang phía Nam khác. 
Ở phía bắc Carolina,Texas và nhiều tiểu bang ở phía Nam Khác , loài cây này được thấy lần đầu tiên năm 1854. Đó là khi Hoa Kỳ mở cửa thương mại cho Nhật Bản. Thuyền trưởng William Roberts trong một lần trở lại Hoa Kỳ đã mang theo loài Lycoris radiata này từ Nhật. Ông mang theo 3 cây, và những cây này được trồng và chăm sóc bởi cô cháu gái. Sau một thời gian chăm sóc và cô thấy rằng loài cây này không nở hoa cho đến khi sau một cơn mưa đầu mùa của mùa thu.

## Đặc điểm

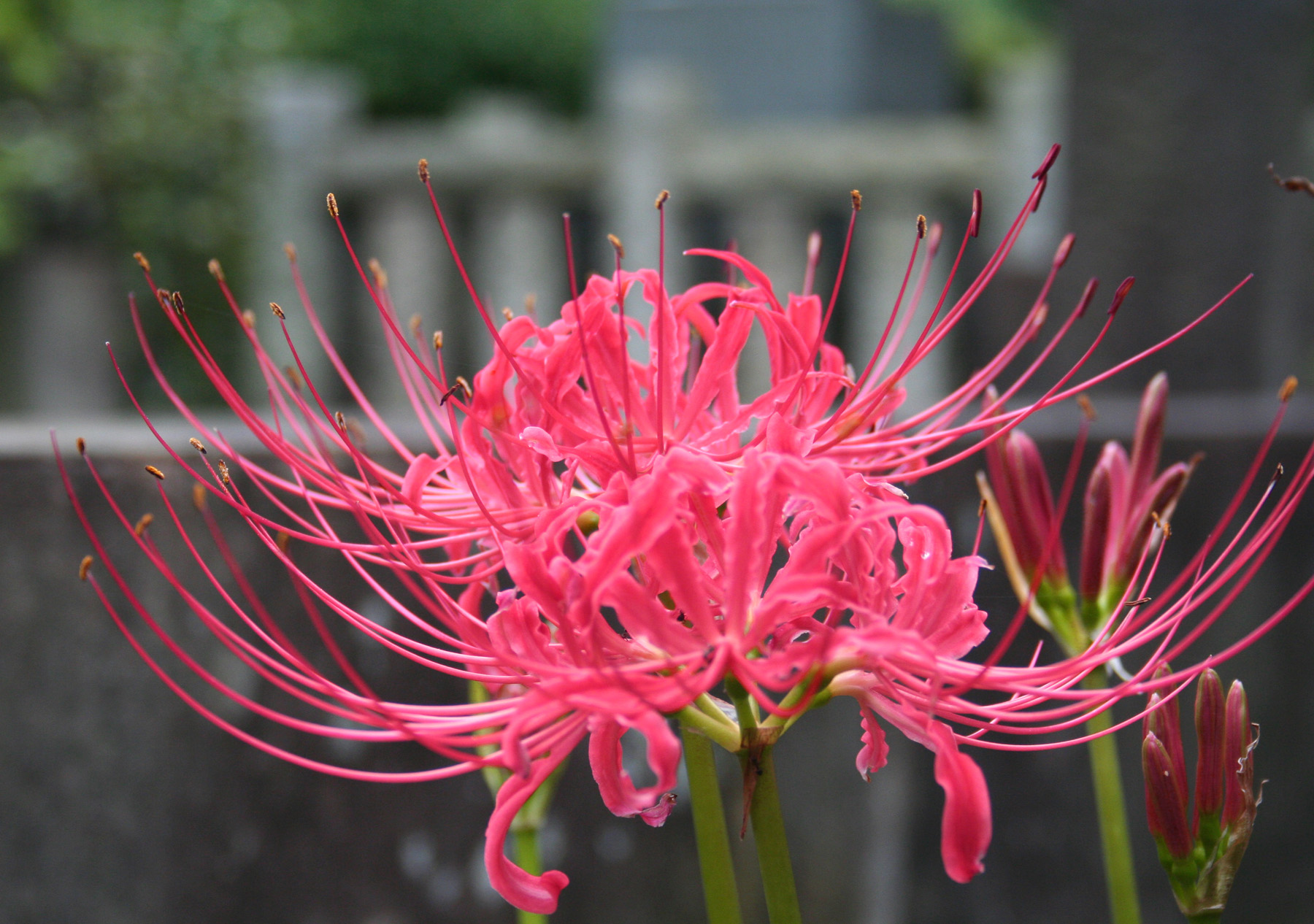
Cận cảnh hoa

Cây hoa bỉ ngạn thuộc loại cây thân thảo lâu năm, chiều cao khoảng 40 - 100cm. Hoa tạo thành chùm sắp xếp lạ mắt. Hoa bỉ ngạn có ba màu chính: Đỏ, trắng và vàng. Hoa bỉ ngạn màu trắng gọi là Mạn Đà La - mandara, hoa màu đỏ gọi là Mạn Châu sa - Manjusaka.Phổ biến nhất là hoa màu đỏ. Hoa có màu đỏ rực rỡ như máu, cành hoa dài vươn lên từ mặt đất, trên đài gồm một cụm hoa khoảng 5 đến 7 nụ, khi nở xòe tròn ra mọi hướng, trông như con chim công đang múa. Hoa bỉ ngạn nở rất đặc biệt Ba ngày trước và sau xuân phân gọi là Xuân Bỉ Ngạn, ba ngày trước và sau thu phân gọi là Thu Bỉ Ngạn. Bỉ Ngạn hoa nở vào Thu Bỉ Ngạn, thời gian rất chính xác cho nên mới gọi là Bỉ Ngạn hoa.
Bỉ ngạn mọc hoang trên những triền đồi, đôi bờ sông, ven đường đi, những bờ ruộng và rất nhiều trong nghĩa địa. "Củ" của loài hoa này rất độc vì chứa lycorin, một chất độc thuộc nhóm ancaloit, gây tổn hại đến hệ thần kinh. Truyền thuyết kể rằng có người đã tuyệt mệnh bằng cách ăn "củ" của loài hoa này trong lúc đói. Có lẽ vì thế, thời xa xưa, người Nhật cho rằng đó là loài hoa của điềm gở và chết chóc.
Trong một năm có 2 ngày mặt trời chiếu thẳng góc xuống xích đạo, vào thời điểm đó độ dài của ngày và đêm bằng nhau, đó là ngày xuân phân và thu phân. Bỉ ngạn nở hoa trùng với tiết thu phân. Đây cũng là thời gian mà theo lời dạy của Phật trong thời gian 7 ngày của mùa thu, người sống có thể đi vào thế giới của người chết để gặp gỡ ông bà tổ tiên. Với người Nhật, đây cũng là dịp họ đi thăm viếng sửa sang mồ mả của những người đã khuất. 
Trong dân gian người ta cho rằng bỉ ngạn là cửa ngõ để đi vào thế giới của những người đã chết, cũng có người lại nói rằng, vào những ngày người trần gian gặp người âm giới, bỉ ngạn là nơi trú ngụ của những linh hồn (tên gọi higanbana (彼岸花）cũng có nguồn gốc từ đó).
Bỉ ngạn không ưa thích nhiệt mà ưa thích một môi trường ấm áp. Khi nhiệt độ vào mùa hè quá cao, các cây bỉ ngạn sẽ chết. Các cây bỉ ngạn thường được trồng ở những khu vực có hệ thống thoát nước tốt để các bông hoa không bị tổn hại và phát triển bình thường. Đặc biệt là khu vực trồng cũng không bị ảnh hưởng bởi gió quá nhiều vào những tháng mùa đông.

## Hình ảnh

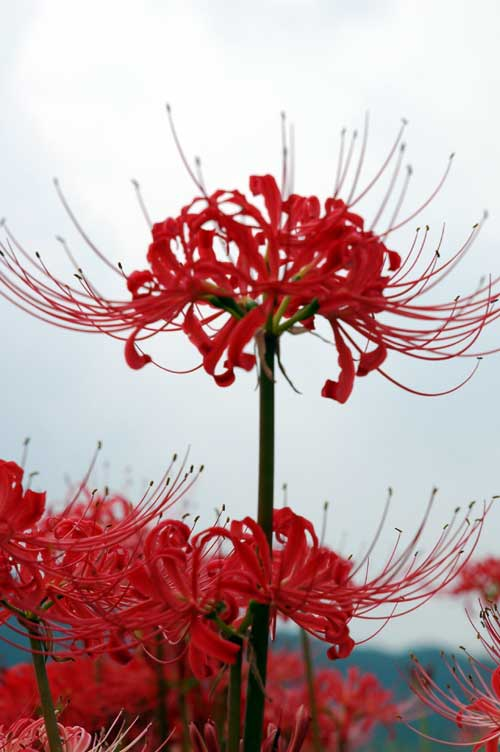
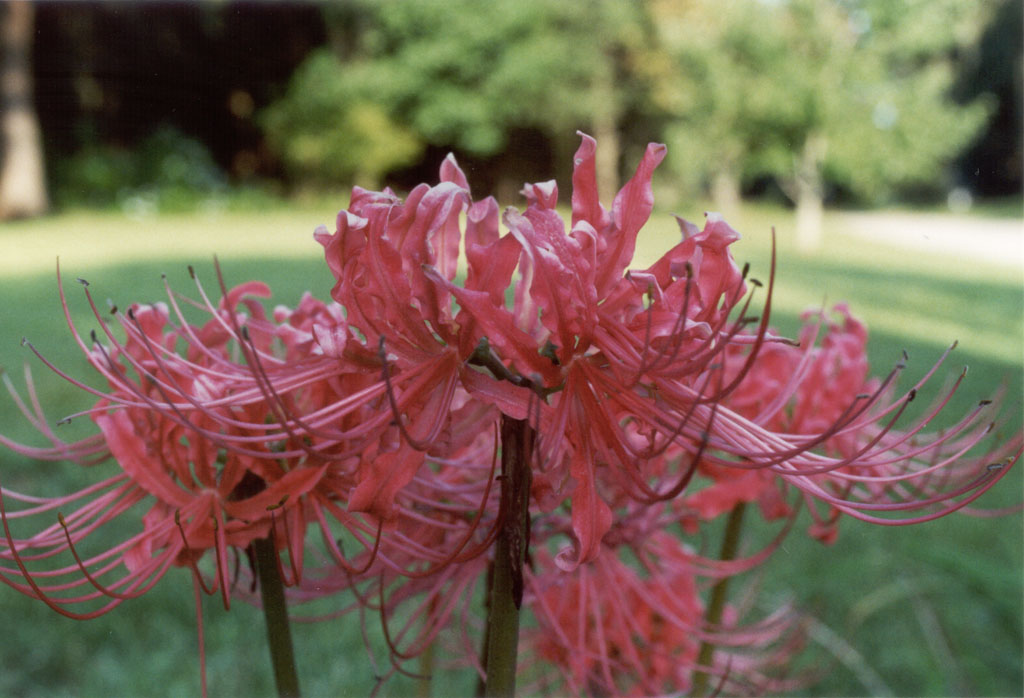
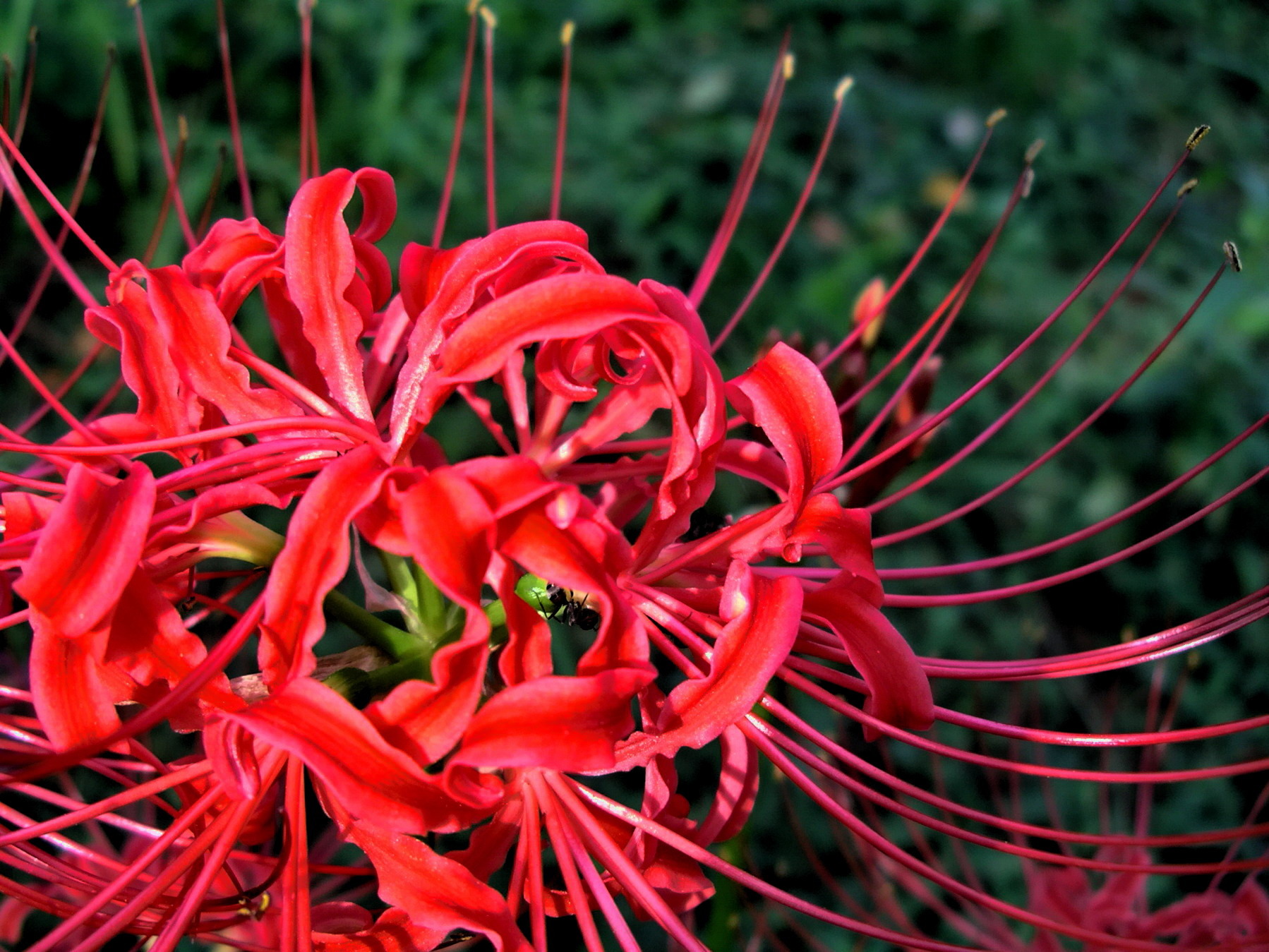
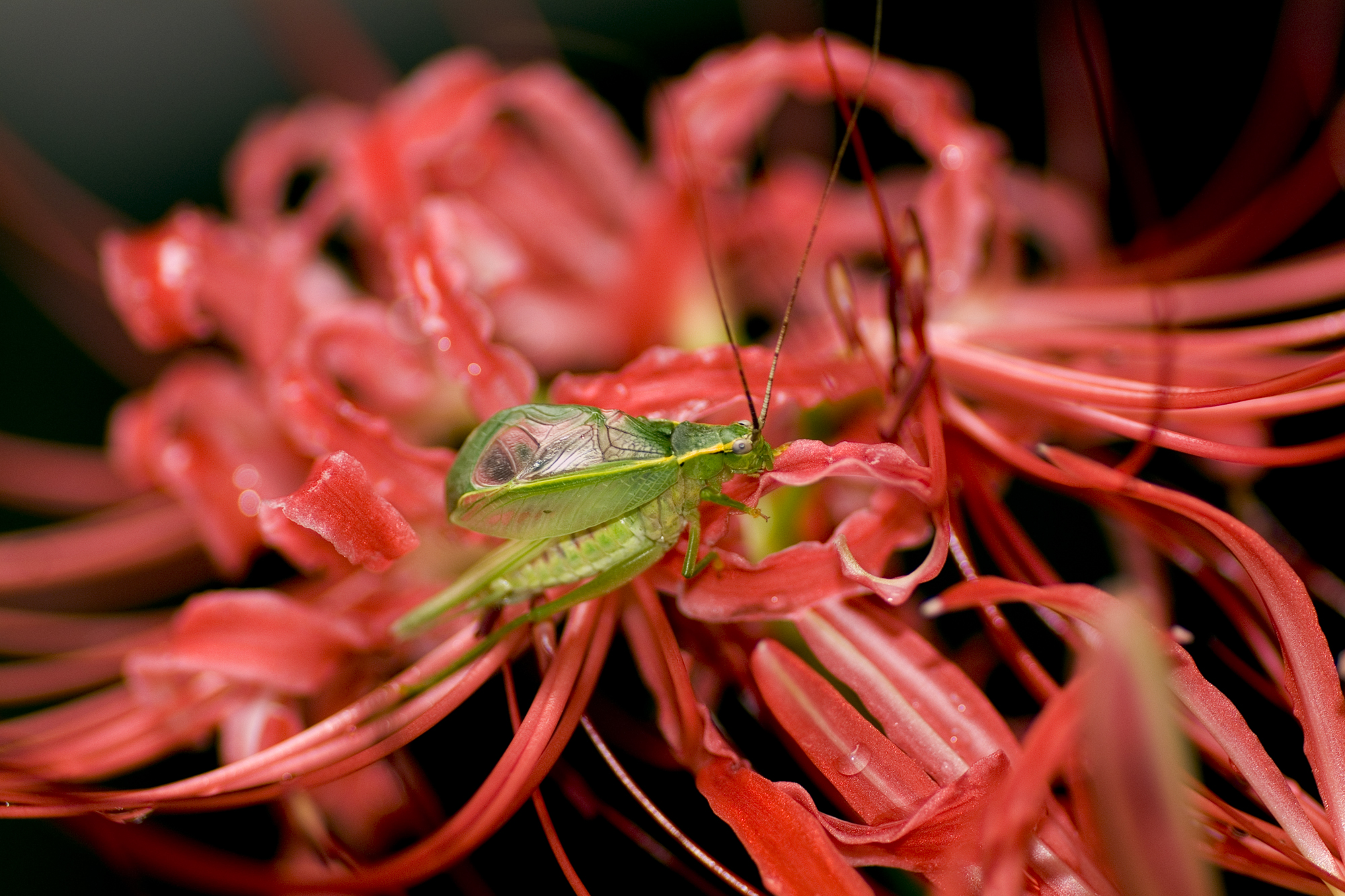
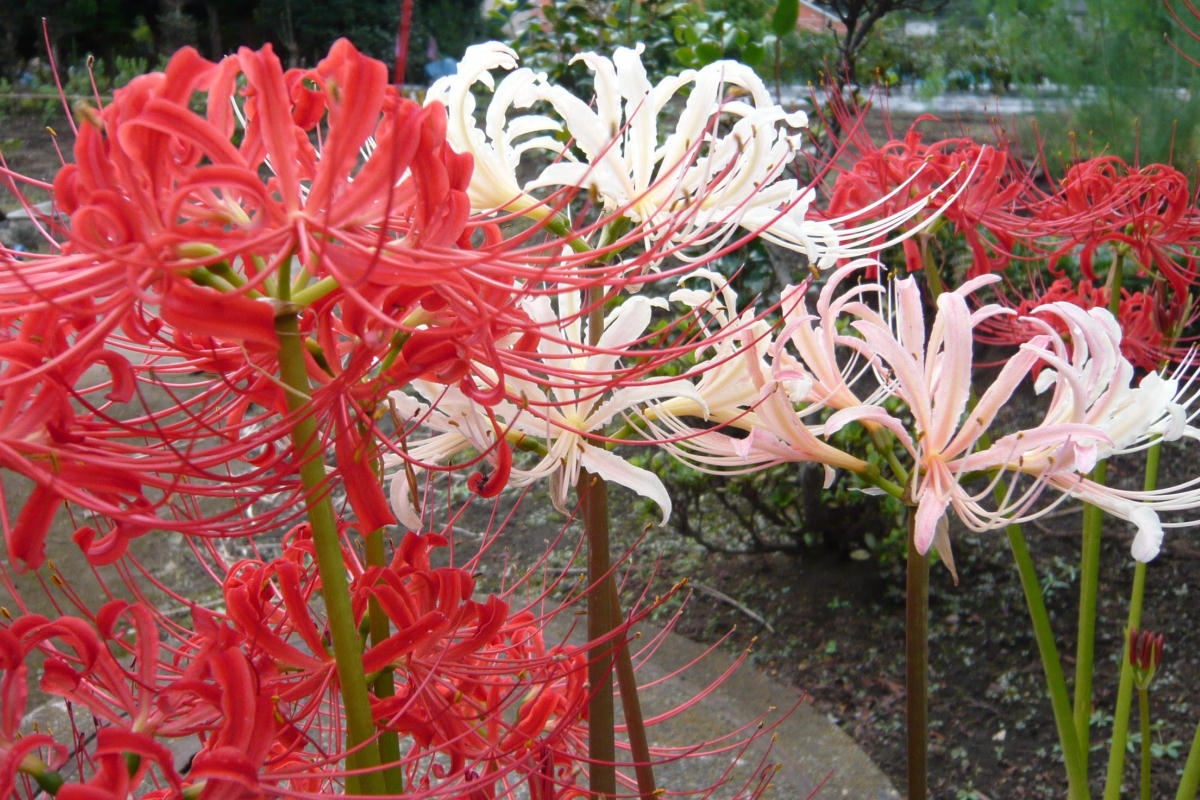
Hoa đỏ và trắng
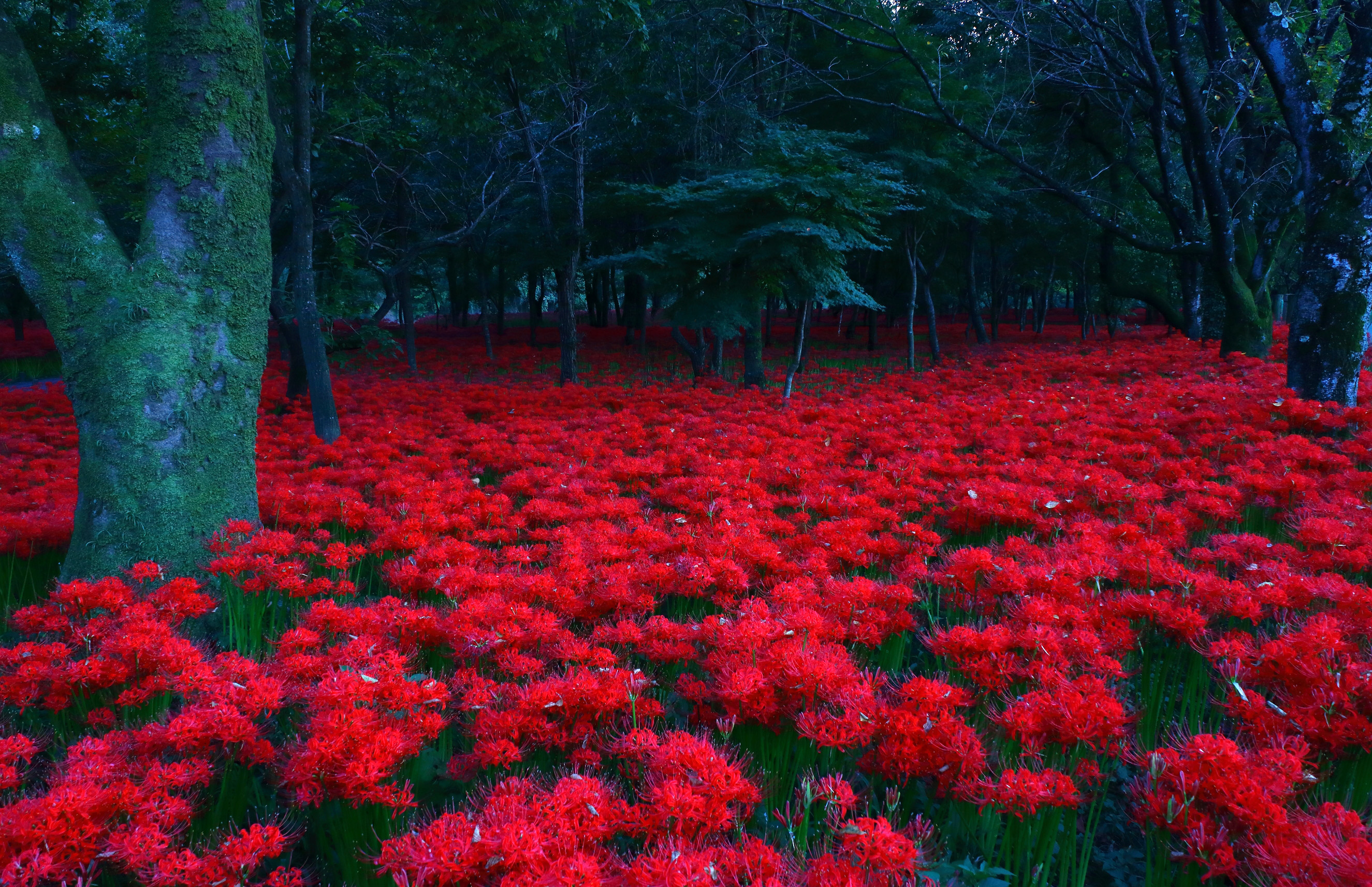
Hidaka, Saitama